# Ле Шик Тип
„Ле Шик Тип“ (на френски: Les Chics Types – „Шикарните типове“) е рок група в Лион, Франция.
Групата свири редовно на сцените в региона на Лион и на фестивали. Работи с френската звукозаписна компания „Блузиак“ (Bluesiac) от 2012 г.

## История
Родена през 2005 г. от срещата на Кристиан Бирал и Седрик Верне, групата започва като дуо, повлияно от рок, фолк и блус. Скоро към тях се присъединява Жан-Ив Дьомюр (барабани), после Ерик Корбе (саксофон, 2012) и Пиер Нони (пиано, 2016).
Първият им албум „Хубав ден“ (Une Belle Journée) излиза с подкрепата на комика Жак Шамбон (Jacques Chambon) през 2008 г. Албумът се състои от 10 песни, сред които са „Une Belle Journée“, „Les Chics Types“, както и „Faut Pas Zoomer“ в хоров съпровод от Sing All Gospel Mass Choir. Следващият им албум Hey! Ma B.O. (2011) е съставен от 12 песни: 1 оригинална и 11 рок кавър версии. В него участва и певецът Ерве Депес (Hervé Despesse) с псевдоним Кент (Kent).
Групата започва проекта Alabama Blues през октомври 2012 г. – интерактивна книга в съавторство с младежкия писател Маривон Рипер (Maryvonne Rippert). Романът много бързо е забелязан от блогосферата и специализирания печат. Книгата е цитирана и от вестник „Монд“ на 17 май 2003 г.. Преиздадена е през ноември 2014 г.
Едноименният им албум „Алабама Блус“ (Alabama Blues), включващ 13 нови заглавия – нови композиции и кавъри, е от декември 2012 г. Преиздаден е от звукозаписната компания „Блузиак“ (2013). Последният им албум Live au Millenium излиза през 2014 г.

## Членове
- Кристиан Бирал (Christian Biral) – вокал, китара
- Седрик Верне (Cédric Vernet) – баскитара, хармоника, укулеле
- Жан-Ив Дьомюр (Jean-Yves Demure) – барабани
- Ерик Корбе (Eric Corbet) – саксофон
- Пиер Нони (Pierre Nony) – пиано

## Издания
Албуми
- Live au Millenium, 2014
- Alabama Blues, 2013, édition "Vinyle 33 tours"
- Alabama Blues, 2012
- Hey ! Ma B.O., 2011
- Une belle journée, 2009

Книга
- Alabama Blues (Oskar Ed. 2012), с Маривон Рипер